# Mason Hollyman
Mason Hollyman, né le 25 juin 2000 à Huddersfield (West Yorkshire) est un coureur cycliste britannique.

## Biographie
Jusqu'en 2020, Mason Hollyman court au sein de différents clubs britanniques. Il obtient de bons résultats chez les juniors (moins de 19 ans), avec notamment une victoire d'étape du Giro di Basilicata en 2017. En 2021, il rejoint pour deux ans l'équipe continentale Israel Cycling Academy, qui sert d'équipe de développement de la formation World Tour Israel-Premier Tech. Le 15 mai, il remporte le Trofeo Andratx des moins de 23 ans à Majorque. Le 10 août, lors de la 5e étape du Tour du Portugal, il intègre l'échappée en début de course. Après plusieurs attaques, il s'en extrait avec un jeune coureur argentin à une dizaine de kilomètres de l'arrivée et termine en solitaire les derniers kilomètres. Il s'agit de son premier succès international. En 2022, il décroche sa deuxième victoire lors de la première étape du Tour de la Vallée d'Aoste à Saint-Gervais-Mont-Blanc. Il porte le maillot de leader du général pendant une journée.
Il s'engage pour les saisons 2023 et 2024 avec Israel-Premier Tech, l'équipe première de Israel Cycling Academy,. Pour sa première année, il termine septième du Tour de République tchèque et neuvième du Tour de Hainan. En 2024, il remporte une étape du  Tour de Taïwan. Sans autres résultats notables, son contrat n'est pas renouvelé en fin d'année.
En 2025, Hollyman rejoint l'équipe continentale portugaise Anicolor-Tien 21. En juin, à 24 ans, il annonce sa retraite avec effet immédiat, invoquant des problèmes d'allergie qui affectent ses performances depuis plusieurs années.

## Palmarès

### Junior
- 2017
  - 2e étape du Giro di Basilicata
- 2018
  - British Junior Men's Road Series[5]
  - Monmouthshire Junior Grand Prix
  - 3e des Trois Jours d'Axel
  - 3e de la Bizkaiko Itzulia

### Professionnel
- 2021
  - Trofeo Andratx U23
  - 5e étape du Tour du Portugal
- 2022
  - 1re étape du Tour de la Vallée d'Aoste
- 2024
  - 2e étape du Tour de Taïwan

## Classements mondiaux
| Année                                 | 2020  | 2021  | 2022  | 2023 | 2024  |
| ------------------------------------- | ----- | ----- | ----- | ---- | ----- |
| Classement mondial                    | 1836e | 1390e | 1101e | 846e | 1574e |
| UCI Europe Tour                       | 1356e | 989e  | 780e  | nc   | nc    |
|                                       |       |       |       |      |       |
| Légende : nc = non classéSource : UCI |       |       |       |      |       |